# Ibn al-Faqih
Aḥmad ibn Muḥammad ibn al-Faqih al-Hamadani (perzijsko احمد بن محمد ابن فقيه همدانی) je bil perzijski zgodovinar in geograf iz 10. stoletja, znan po svoji knjigi Mukhtasar Kitab al-Buldan (Jedrnata knjiga o deželah), napisani v arabščini. Datuma njegovega rojstva in smrti nista znana. 
V 70. letih 19. stoletja je nizozemski orientalist Michael Jan de Goeje uredil izbor geografskih del arabskih geografov v osmih zvezkih z naslovom Bibliotheca geographorum Arabicorum, ki jo je izdala založba Lugduni-Batavae (Leiden) Brill. Al-Hamadanijeva Mukhtasar Kitab al-Buldan je bila objavljena v 5. zvezku zbirke. 
Leta 1967 sta drugo izdajo knjige natisnila Dar Sadir (Bejrut) in E.J. Brill (Lugduni Batavorum). 

## Vira
- Collection of Geographical Works by Ibn al-Faqih, Ibn Fadlan, Abu Dulaf Al-Khazraji, Fuat Sezgin, Frankfurt am Main, 1987
- The Cambridge History of Africa, Cambridge University Press (Februar 1977)